# Aeroportul Lac La Biche
Aeroportul Lac La Biche (IATA: YLB, ICAO: CYLB) este un aeroport din Alberta, Canada. Aeroportul a fost tranzitat în 2011 de 0 pasageri.
Situat la o altitudine de 574 m, aeroportul dispune de o singură pistă.